# Garrett (Texas)
Pour les articles homonymes, voir Garrett.
Garrett est une ville située à l'est du comté d'Ellis, au Texas, aux États-Unis,. Elle est bordée au sud par la ville d'Ennis.

## Démographie
Lors du recensement de 2010, la ville comptait une population de 806 habitants. Elle est estimée, en 2016, à 828 habitants.

### Source de la traduction
- (en) Cet article est partiellement ou en totalité issu de l’article de Wikipédia en anglais intitulé « Garrett, Texas » (voir la liste des auteurs).